# Robert Demontigny
Robert Demontigny, né le 17 mars 1936 à Verdun et mort le 27 janvier 2024 à Saint-Lambert, est un chanteur et animateur de télévision québécois. Très populaire auprès de la gent féminine, il est considéré comme étant l'un des piliers de la nouvelle variété québécoise des années 1960.

## Biographie
Né le 17 mars 1936, à Verdun, 
Robert Demontigny fait ses débuts en 1961, alors qu'il remporte le premier prix à l'émission Ma première chance (Télé-Métropole). Il coanime ensuite quelques émissions télévisées, tel que Rolande reçoit (TM, 1961) (en compagnie de Rolande Desormeaux), Copain Copain (TM, 1963) (avec Dominique Michel) et Jeunesse D'aujourd'hui (TM, 1962) à l'été 1965, en remplacement de Pierre Lalonde.
Vers 1963, il participe à la revue musicale Zéro de conduite, avec Dominique Michel, Denise Filiatrault et Jacques Desrosiers, puis à la comédie musicale Hangar 54, de Paul de Margerie, présentée à la télévision de Radio-Canada en 1967. Toujours en 1967, il anime à la télévision anglaise de Radio-Canada, l'émission Let's Go (CBC, 1967). Fort du succès obtenu avec cette émission, il obtient l'année suivante un trophée au Gala des artistes.
Au début des années 1970, il fonde la compagnie Maisonneuve et publie quelques microsillons, dont l'album On part avec toi... si tu m'attends évidemment (qu'il enregistre avec ses fils Jean, Yves et Pierre), ainsi que plusieurs 45 tours pour divers artistes en vogue à l'époque, tels que Jacques Boulanger, Gilles Girard, César et Bruce Huard.
Il continue de se produire lui-même jusqu'en 1977, puis se réoriente dans le secteur des affaires. En 2001, il travaillait dans la vente d'appareils pour la reprographie des plans, destinés aux architectes.
On compte parmi les grands succès de Robert Demontigny : Eso Beso (1962), Rien n'est impossible (1963), Un baiser de toi (adaptation de 1965), Comment te dire? (1968), Les bicyclettes de Belsize (1968), Si tu m'attends (évidemment) (1972), Bonjour l'aurore (1972), On part avec toi (1973) et Je suis un mari fidèle (1975).
Robert Demontigny meurt le 27 janvier 2024 à Saint-Lambert,.

## Discographie

### Albums
- 1963 Robert Demontigny (Trans-Canada, TF-308)
- 1964 Un baiser pour toi (Trans-Canada, TF-337)
- 1967 Par une nuit d'été (Télédisc, TR-259-29)
- 1968 Robert Demontigny latin (DSP, Int-404)
- 1973 Si tu m'attends évidemment (Maisonneuve, MA-6903)
- 1973 Noël avec Robert, Pierre, Jean, Yves Demontigny  (Maisonneuve, MA-6904)

### Simples
- 1961 Si tu veux – Et moi aussi (Trans Canada, TC 3022)
- 1962 Et moi aussi – Je perd la tête (avec Monique Gaube) (Variétés, V 7048)
- 1962 Eso beso – Jacqueline (Trans Canada, TC 3043)
- 1963 Danke schoen – Les vacances sont finies (Trans Canada, TC 3075)
- 1963 Rien n'est impossible – Pour toi (Trans Canada, TC 3091)
- 1964 Prends tes clés – Tu dis oui (Trans Canada, TC 3102)
- 1965 Un baiser de toi – Dans tes bras (Trans Canada, TC 3118)
- 1965 Do ré mi – Je ne serai plus rien (Télédisc, TD 1)
- 1965 Les joies de l'été – Par une nuit d'été (Télédisc, TD 8)
- 1966 Pense un peu à moi – Danse, danse avec moi (Télédisc, TD 13)
- 1966 Es-tu sincère – En ce temps-là (Télédisc, TD 20)
- 1966 Le secret du bonheur – La bamba (Télédisc, TD 25)
- 1966 Guantanamera – Où êtes-vous (Télédisc, TD 41)
- 1967 Perfidia – Embrasse-moi (Télédisc, TD 47)
- 1967 Vin d'été (avec Claude Valade) – Chanson sur une note (par Claude Valade) (Élysée, EY 130)
- 1967 Un autographe S.V.P – Avez-vous déjà rêver (Télédisc, TD 53)
- 1967 Jackson – Ferme tes yeux (avec Claude Valade) (Casino, C 19003)
- 1967 Oublions ce monde – Dis-moi pourquoi (Citation, CN 903)
- 1968 Amor – Ce soir je veux t'aimer (Citation, CN 9037)
- 1968 Comment te dire – Ce soir je veux t'aimer (Télédisc, TD 66)
- 1968 Les bicyclettes de Belsize – Des nuits blanches sans toi (Télédisc, TD 67)
- 1969 J'aime que tu m'aimes (avec Claire Lepage) – La fille que j'aimais (DSP, DSP 8649)
- 1969 Oh Marie, reviens-moi – Wight Is Wight (DSP, DSP 8658)
- 1970 Le temps des amours – Ma chérie amour (DSP, DSP 8665)
- 1970 Tout est beau et merveilleux – Notre amour vivra toujours (Trans-World, TWF 54)
- 1971 L'heure du départ – Au creux de tes bras (Trans-World, TWF 66)
- 1972 Si tu m'attends, évidemment – Si tu m'attends, évidemment (Instrumental) (Maisonneuve, 1805)
- 1972 Bonjour l'aurore (avec la famille demontigny) – Mono face (Maisonneuve, 1806)
- 1972 Si tu m'attends, évidemment – Bonjour l'aurore (avec la famille Demontigny) (Maisonneuve, 1807)
- 1972 Le petit train bleu – J'ai vu maman embrasser le Père Noel (avec ses fils) (Maisonneuve, 1809)
- 1973 Claire – Lise (Maisonneuve, 1814)
- 1973 On part avec toi – Pour de l'or (Maisonneuve, 1817)
- 1974 Dis-moi donc comme t'as un beau casque (avec Jimmy Bond et M. Pointu) – Dis-moi donc comme t'as un beau casque (Instrumental) (Triangle, 202)
- 1974 L'homme en blanc – L'homme en blanc (Instrumental) (Triangle, 9803)
- 1974 L'amour est différent – L'amour est différent (Instrumental) (Triangle, 9804)
- 1974 La première fois (avec ses fils) – La première fois (Instrumental) (Triangle, 9805)
- 1974 La première fois (avec ses fils) – L'amour est différent (Triangle, 9805)
- 1975 Je suis un mari fidèle – Je suis un mari fidèle (Instrumental) (Pirate, PI 7906)
- 1975 Chantez-moi cette chanson – L'amour est différent (Pirate, PI 7912)
- 1977 Moins que rien – Moins que rien (Instrumental) (Pirate, PI 7929)

### Compilations
- 1965 15 succès (Trans-Canada TC Maximum, TCM 904)
- 1968 15 disques d'or (Citation, CN-16008)
- 1970 L'histoire de Robert Demontigny (Spectrum)
- 174 Toute ma carrière (Archives du Disque Québécois, AQ-21014)
- 2001 Les grands succès (Mérite, 22-7726)
- 2001 Rythmes latins (Mérite, 22-1109)
- 2001 Les beaux jours (Mérite, 22-1108)

### Collaborations et performances en tant qu'artiste invité
- 1962 Chansons sur mesure 1962. Et moi aussi. (Autres titres par divers interprètes) (Variétés, 9000)
- 1962 The Neil Chotem Orchestra. Too close for comfort – Charade – Mon ange gardien. (Autres titres par Neil Chotem et Lucille Dumont) (CBC Transription, LM-17)
- 1963 Dominique Michel : Un p'tit bout de femme. Un p'tit bout de femme – Deux corps sur la plage. (En duo avec Dominique Michel) (Apex, ALF-1559).
- 1963 Noël chez.... Noël avec toi – Vitrine de Noël. (Autres titres par divers interprètes) (Trans-Canada, TF-313; Réédition Trans-Canada Maximum, TCM-2943)

## Filmographie
- 1961-1962 : Rolande reçoit (Série TV) : coanimateur
- 1963-1964 : Copain Copain (Série TV) : coanimateur
- 1965 : Jeunesse d'aujourd'hui (Série TV) : animateur
- 1967-1968 : Let's Go
- 1971 : Après ski